# Zonarius
Zonarius é um género de coleópteros da família Erotylidae.